# Shutar Gardan
Shutar Gardan és una collada o pas de muntanya a l'Afganistan i el Pakistan que divideix les valls de Kuram i Logar. Era una posició important que dominava la carretera a Kabul, la possessió de la qual va permetre al general Sir F. Roberts el setembre de 1879, després de la massacre de Sir Louis Cavagnari, de forçar l'avanç fins a la capital afganesa i ocupar-la sense quasi oposició. L'ascens des del costat pakistanès és lleuger però des del costat afganès, a la vall de Logar, és molt escalonat.